# Anthophora ambitiosa
Anthophora ambitiosa là một loài Hymenoptera trong họ Apidae. Loài này được Alfken mô tả khoa học năm 1935.